# A qui estima, en Gilbert Grape?
A qui estima, en Gilbert Grape? (títol original en anglès What's Eating Gilbert Grape) és una pel·lícula estatunidenca del 1993, del director suec Lasse Hallström, on Johnny Depp va assolir certa fama i on el jove Leonardo DiCaprio, amb divuit anys, va començar la seva carrera al món del cinema. Va obtenir nominacions als Oscars i al Globus d'Or com a millor actor de repartiment en la seva personificació d'un adolescent amb una discapacitat neurologica.

## Argument
Al tranquil poble d'Endora gairebé mai no passa res. Hi viu la curiosa família Grape. El més gran dels germans i cap de família, en Gilbert, ha d'assumir la seva monòtona vida dividida entre el treball en un petit magatzem, la seva amant, que està casada i la seva dependent família. Amb una mare que pateix obesitat mòrbida a causa de la mort del seu marit, un germà, n'Arnie, que pateix una discapacitat mental i dues germanes més, en Gilbert disposa de poc temps per a ell, ja que gran part del temps el dedica a vigilar el seu germà Arnie. Tanmateix, quan una divertida i lliure noia, la Beckie, apareix a Endora, en Gilbert reconduirà la seva vida després de cremar la seva casa amb sa mare morta a l'interior.

## Repartiment
- Johnny Depp: Gilbert Grape
- Juliette Lewis: Becky
- Leonardo DiCaprio: Arnie Grape
- Mary Steenburgen: Betty Carver
- Darlene Cates: Bonnie Grape
- Laura Harrington: Amy Grape
- Mary Kate Schellhardt: Ellen Grape
- Kevin Tighe: Ken Carver
- John C. Reilly: Tucker Van Dyke
- Crispin Glover: Bobby McBurney
- Penelope Branning: âvia de Becky
- Libby Villari: la cambrera